# Darvay Tünde
Darvay Tünde, született Daróczi (Monospetri, 1977. október 4. –) erdélyi magyar festőművész.

## Életpályája
1992 és 1996 között a nagyváradi Szent László Római Katolikus Gimnáziumba járt. Utána két évig Bölöni Vilmos grafikus és díszlettervező magántanítványa volt.
1998 és 2003 között a kolozsvári képzőművészeti akadémiára járt. 
2004 és 2017 között férjével az Amerikai Egyesült Államokban élt, és aktív festőművészként tevékenykedett (2004–2012 Oklahoma, 2013–2017 Colorado). 2017-ben visszatértek Kolozsvárra, ahol folytatja festőművészi tevékenységét, a Szivárvány és a Napsugár gyermeklapok illusztrátora, 2018-tól pedig a Cimbora diáklapé is. Restaurátori munkát is végzett.

## Munkássága
Festményeinek többnyire egyedi formájú rámákat készít, amelyek nem keretbe szorítják, hanem inkább kiegészítik a kompozíciót. Sokszor szabálytalan alakú falemezekre fest, amelyeket kedve szerint alakít. Képei általában a mindennapi élet eseményeit idézik, de olykor ihletet merít a magyar népmesékből, valamint a görög-római mitológiából is.

### Egyéni kiállítások
- 2021 5 O’Clock Tea, Ars Sacra Claudiopolitana, Kolozsvár[1]
- 2019 Gardiner Galéria, Oklahomai Képzőművészeti Egyetem, Stillwater, OK, Amerikai Egyesült Államok
- 2018 Bohémia - Pár méterrel a világ fölött, Korunk Stúdiógaléria, Kolozsvár[2]
- 2017 Hoag Hall Művészeti Galéria, CSU-Pueblo, CO, Amerikai Egyesült Államok
- 2016 Monospetri Kultúrház, Biharmegye, Románia
- 2015 Korunk Galéria, Kolozsvár, Románia
- 2015 Kadoya Galéria, Pueblo, CO, Amerikai Egyesült Államok
- 2014 Mimesis, Hotel Continental, Kolozsvár, Románia
- 2013 Bulgakov Kávézó és Macskaház, Kolozsvár, Románia
- 2012 Rádió Galéria, Kolozsvár, Románia
- 2012 Downtown Art and Frame Galéria, Norman, OK, Amerikai Egyesült Államok
- 2011 Mainsite Galéria, Norman, OK, Amerikai Egyesült Államok
- 2011 Governor’s Galéria, State Capitol, Oklahoma City, Amerikai Egyesült Államok
- 2010 IAO Galéria, Oklahoma City, Amerikai Egyesült Államok
- 2010–2012 (évente) Istvan Galéria, Oklahoma, City, OK, Amerikai Egyesült Államok *2009/10 Downtown Art and Frame Galéria, Norman, Amerikai Egyesült Államok
- 2009 Living Arts of Tulsa, Tulsa, Amerikai Egyesült Államok
- 2009 Trichology Salon, Oklahoma City, Amerikai Egyesült Államok
- 2008 Momentum Spotlight, Tulsa, Amerikai Egyesült Államok
- 2008 IAO Galéria, Oklahoma City, Amerikai Egyesült Államok

### Csoportos kiállítások
- 2018 Téli szalon, Kolozsvári Képzőművészeti Múzeum
- 2018 Zabolai kastély, Zabola, Románia
- 2018 Árkosi Kulturális Központ, Sepsiszentgyörgy
- 2018 Mimesis, Kolozsvári Képzőművészeti Múzeum, Kolozsvár
- 2018 Illusztratúra, Hargita Megyei Kulturális Központ, Csíkszereda, Románia
- 2018 Illusztratúra, Kolozsvári Képzőművészeti Múzeum, Kolozsvár, Románia
- 2018 Illusztratúra, Kolozsvári Diákművelődési Ház, Kolozsvár, Románia
- 2017 Téli szalon, Kolozsvári Képzőművészeti Múzeum, Románia
- 2017 Mimesis, Kolozsvári Képzőművészeti Múzeum, Kolozsvár, Románia
- 2017 Downtown Art and Frame, Norman, OK Amerikai Egyesült Államok
- 2016 Sangre de Cristo Art Center, Pueblo, CO, Amerikai Egyesült Államok
- 2016 Living Arts of Tulsa Galéria, Tulsa, OK, Amerikai Egyesült Államok
- 2016 Mimesis, Kolozsvári Képzőművészeti Múzeum, Kolozsvár, Románia
- 2015 Colorado State Fair, Pueblo, CO, Amerikai Egyesült Államok
- 2015 Sangre de Cristo Art Center, Pueblo, CO, Amerikai Egyesült Államok
- 2015 Hotel Continental, Kolozsvár, Románia
- 2015 Téli szalon, Kolozsvári Képzőművészeti Múzeum, Románia
- 2015 Living Arts of Tulsa Galeria, Tulsa, OK, Amerikai Egyesült Államok
- 2014 Colorado State Fair, Pueblo, CO, Amerikai Egyesült Államok
- 2014 Sangre de Cristo Art Center, Pueblo, CO, Amerikai Egyesült Államok
- 2014 UAP Galeria, Marosvasarhely, Románia
- 2014 Pueblo Art Guild, Pueblo, CO, Amerikai Egyesült Államok
- 2013 Szentendre, Művészethalom, FRISS Fiatal Képzőművészek Nemzetközi Biennáléja, Magyarország
- 2009–2012 (évente) Living Arts of Tulsa, Champagne and Chocolate, Tulsa, Amerikai Egyesült Államok
- 2009–2011 (évente) OVAC, 12 X12, Oklahoam City, Amerikai Egyesült Államok
- 2009–2011 (évente) Edge Art, IAO Galéria, Oklahoma City, Amerikai Egyesült Államok
- 2008–2012 (évente) István Galéria, Oklahoma City, Amerikai Egyesült Államok
- 2008–2010 (évente) IAO Galéria, Red Dot, Oklahoma City, Amerikai Egyesült Államok
- 2008–2011 (évente) JRB Art Galéria (group show), Oklahoma City, Amerikai Egyesült Államok
- 2010 IAO Galéria, (group show) The Measure of My Strength, Gigi’s Kids Exhibit, Amerikai Egyesült Államok
- 2008–2010 (évente) “Biting the Apple” IAO Galéria, Oklahoma City, Amerikai Egyesült Államok
- 2010 AKA Galéria, Velvet Show, Oklahoma City, Amerikai Egyesült Államok
- 2009–2011 (évente) Sit. Stay. Art. Oklahoma City, Amerikai Egyesült Államok
- 2009 IAO 30th Birthday Bash, Oklahoma City, Amerikai Egyesült Államok
- 2009 South Hudson Galéria, Oklahoma City, Amerikai Egyesült Államok
- 2008 “Wheels”, Invited Artist Galéria, Oklahoma City Underground, Amerikai Egyesült Államok
- 2008 Momentum, Oklahoma City, Amerikai Egyesült Államok
- 2004–2012 (évente) Downtown Art & Frame Galéria, Norman, Amerikai Egyesült Államok
- 2002–2003 (évente) Reményik Galéria, Kolozsvár, Románia
- 2002 Központi Galéria, Nagybánya, Románia
- 2001 Képzőművészeti Múzeum, Kolozsvár, Románia
- 2000 Art-Expo, Budapest, Magyarország
- 1997–1998 (évente) Tibor Ernő Galéria, Nagyvárad, Románia

## Díjak
- 2014 Zsűri különdíjas, Colorado State Fair, Pueblo, CO, Amerikai Egyesült Államok
- 2014 II. Díj, Vegyes technika kategória, Pueblo Art Guild, Pueblo, CO, Amerikai Egyesült Államok
- 2012 “Featured Artist” Díj, Norman Arts Council, Amerikai Egyesült Államok
- 2008 “Best of Show” Díj, BTA, IAO Galéria, Oklahoma City, Amerikai Egyesült Államok
- 2008 Momentum Spotlight, Tulsa, Amerikai Egyesült Államok
- 2008 I. díj, “Biting the Apple”, IAO Galéria, Oklahoma City, Amerikai Egyesült Államok
- 1999-2000 I. díj, Egyetemi Kroki diákverseny, Kolozsvár, Románia